# 高新武
高新武（1949年11月30日—2010年5月3日），生於台灣省新竹市，曾任檢察官，是台灣司法改革運動的先驅，新黨創黨元老。

## 生平
高新武父母來自中國大陸，於1949年隨中華民國政府來台。其父親於國安單位工作，高新武在新竹出生，大學曾就讀台大地質系，在大三時重考至成大物理系，之後決定放棄攻讀物理學，先去服義務役。在義務役時，分配至湖口裝甲兵團，在岳天將軍下服役，在退伍前系，考取台灣大學法律系。法律系畢業後，考取檢察官，於司法官第十八期結業。
1981年，擔任桃園地檢署檢察官，曾經指揮憲警，稽查桃園市長美巷綠燈戶，救出23名雛妓，轟動全國。但因為遭到民意代表指責未遵守正常程序，逕自調動憲警，遭記過處份，自請調職至新竹地檢署。
1989年，未知會檢察長，跨越轄區由新竹到台北，逕行拘提司法院第四廳廳長吳天惠及吳當律師的妻子蘇岡；檢察長要他交出案子，高認為政治干涉司法，拒絕移轉，爆發司法史上有名的「吳蘇案」。在六個月後，宣布辭去檢察官職位，抗議政治介入。
高新武辭呈：「職少乏適俗之能，曩以世間濁惡不平，憂思難忘，乃不揣鄙陋，投身司法，於茲八年矣。其間雖或沉鬱自斂，乏善可陳；惟亦自期踔厲發揚，有所獻替，要皆不離實踐正義之衷忱也。

今吳蘇行賄一案，聳動聽聞，而以法律之前人人平等之理念觀之，該案之偵查，亦平常事耳，而國人竟駭異乃爾，或欣躍若此，則我向來之司法是否果已體現人人平等之精神，良足檢討也。本案之偵辦，其義絕不應限於個人生命情懷之激越展現，若更能觸動國人對司法積弊沉痾之深切省察，並喚起我輩同仁之昂揚銳氣，則職心願已足，無怨無悔。

國家司法之振衰，繫乎主事者之正心誠意及制度之徹底興革，職一介匹夫，其去其留，曾何足以云有所損益於司法？俟河之清，人生幾何！今動秋風之思，有遯歸之意，庶得返諸寧靜，還我本色。臨行徘徊，心豈無感，辱蒙諒察，則職無任感禱矣。」
辭職後，經柯建銘邀請，至台北縣為尤清站台，助選縣長，開始進入政治圈。
1991年，為當時仍然擔任法官的謝啟大助選，幫助她擊敗國民黨候選人。1993年加入新黨，成為創黨元老之一，曾參選新竹市及高雄市立委，但都沒有當選，此後淡出政治圈。
曾任自立晚報總主筆，也曾經在新竹開設活水頭茶行。晚年致力於研讀佛學、易經及儒家思想，在新竹友人龔台湘的茶行，主持讀書坊。
因為食道癌，在2010年5月3日逝世於中國醫藥學院附屬醫院。